# International Theatre
Das International Theatre war ein Theater am Columbus Circle 5, dem heutigen Standort des Deutsche Bank Center in Manhattan, New York City.

## Geschichte
Das 1903 von John H. Duncan, dem Architekten von Grant’s Tomb, entworfene Theater wurde zu einer Zeit erbaut, als sich der Columbus Circle zu einem Theaterviertel entwickeln sollte. Ursprünglich hieß es Majestic Theatre und bot Platz für 1.355 Zuschauer. Hier wurden Musicals und Operetten aufgeführt, darunter The Wizard of Oz und Babes in Toyland, sowie einige Theaterstücke. Im Jahr 1906 wurde hier das bahnbrechende afroamerikanische Musical Abyssinia aufgeführt. 1911 wurde es in Park Theatre umbenannt und mit The Quaker Girl eröffnet, und es wurden erneut Theaterstücke, Musicals und Operetten aufgeführt. Anfang 1913 wurde hier der weltweit erste abendfüllende Farbfilm Das Mirakel gezeigt. Nacheinander besaßen die Shuberts, Florenz Ziegfeld und Billy Minsky das Haus, hatten aber keinen Erfolg.
Im Jahr 1923 wurde es von William Randolph Hearst gekauft, in Cosmopolitan Theatre umbenannt und mit Filmen bespielt. 1944 wurde der Name in International Theatre geändert.
1949 mietete NBC das Theater und machte daraus ein Fernsehstudio, das in NBC International Theatre umbenannt wurde. Die Admiral Broadway Revue war eine der ersten Fernsehsendungen, die von diesem Ort aus ausgestrahlt wurden. Im Jahr 1953 war das Theater Schauplatz eines Teils der 25. Oscar-Verleihung, der ersten Oscar-Verleihung, die im Fernsehen übertragen wurde, und der ersten, die sowohl aus New York City als auch aus Los Angeles ausgestrahlt wurde.
Das Theater wurde 1954 abgerissen, um Platz für breitere Bürgersteige vor dem New York Coliseum zu schaffen, das seinerseits im Jahr 2000 abgerissen wurde, um Platz für das Time Warner Center zu schaffen.